# یواس‌اس کوکا (ای‌تی-۳۱)
یواس‌اس کوکا (ای‌تی-۳۱) (به انگلیسی: USS Koka (AT-31)) یک کشتی است که طول آن ۱۵۶ فوت ۸ اینچ (۴۷٫۷۵ متر) می‌باشد. این کشتی در سال ۱۹۱۹ ساخته شد.